# Parafia św. Stanisława Kostki w Adams
Parafia św. Stanisława Kostki w Adams (ang. St. Stanislaus Kostka Parish) – parafia rzymskokatolicka położona w Adams, Massachusetts, Stany Zjednoczone.

## Charakterystyka
Parafia św. Stanisława Kostki jest jedną z wielu etnicznych, polonijnych parafii rzymskokatolickich w Nowej Anglii. Została dedykowana św. Stanisławowi Kostce.
Ustanowiona w 1902 roku. 1 stycznia 2009 została zamknięta decyzją biskupa Springfield w Massachusetts, Timothy’ego A. McDonnella. Kościół otwarto ponownie w Niedzielę Palmową, 1 kwietnia 2012 r. W świątyni odprawiana jest jedna msza w niedziele i dni świąteczne oraz na życzenie: śluby, pogrzeby i chrzty. Obecnie parafia św. Stanisława Kostki służy jako misja kościoła św. Jana Pawła II w Adams z kościołem Naszej Damy Siedmiu Boleści (ang. Notre Dame des Sept Douleurs Church).
W kościele św. Stanisława Kostki znajduje się witraż upamiętniający prześladowanego przez władze komunistyczne biskupa Jana Cieplaka, który na tym przedstawieniu został skonfrontowany z przywódcami ZSRR: Włodzimierzem Leninem, Józefem Stalinem i Lwem Trockim. Cieplaka pierwotnie w procesie pokazowym skazano na karę śmierci, ale został uwolniony z powodu nacisku międzynarodowego.

## Szkoły
- St. Stanislaus Kostka School, Adams, MA (Grades: PK – 8)[3]